# Aqueloides
Les Aqueloides (en grec antic: Ἀχελωΐς, 'la que treu rentant el dolor') és el nom que rebien diversos personatges de la mitologia grega:
- Un sobrenom de les sirenes, les filles d'Aqueloos i una musa[1]
- Un nom general per a les nimfes aquàtiques, com a Columela,[2] on les acompanyants de les Pegàsides són anomenades així
- Aqueloida també era una deessa menor lunar a qui es feien amb freqüència sacrificis ordenats per l'oracle de Dodona, perquè els subjectes puguin alleujar llurs malalties.